# Jan Niemojewski
Jan Niemojewski herbu Szeliga (ur. ok. 1526–1530 w Niemojewie, zm. 8 marca 1598 w Lublinie) – sędzia inowrocławski w latach 1562-1568, polski prawnik, działacz i teolog braci polskich. 
W 1603 roku jako autor trafił do pierwszego polskiego Indeksu Ksiąg Zakazanych powstałego z inicjatywy biskupa Bernarda Maciejowskiego. 

## Życiorys
Pochodził ze znanej nie tylko na Kujawach rodziny szlacheckiej. Był synem Mikołaja Niemojewskiego sędziego inowrocławskiego i bratem Jakuba Niemojewskiego. Studiował teologię i prawo (od 1545) na Uniwersytecie Albertina w Królewcu.
Wielokrotny poseł, w tym na sejm piotrkowski 1562/1563 roku. Popierał tam program egzekucjonistów. Poseł brzeski na sejm warszawski 1563/1564 roku. Poseł inowrocławski na sejm piotrkowski 1565 roku. Poseł na sejm lubelski 1566 roku z województwa inowrocławskiego i ziemi dobrzyńskiej.
Niemojewski był początkowo kalwinistą, a dopiero po przyjeździe w 1564 z Wilna na Kujawy Marcina Czechowica przyjął społeczne i teologiczne poglądy antytrynitaryzmu. W 1566 oficjalnie przystąpił do braci polskich po chrzcie przez ponurzenie w Niemojewie. Wyzbył się majątku, a otrzymaną gotówkę rozdał biednym. W roku tym na obrady sejmowe do Lublina pojechał bez szabli i służby.
Około 1568 zrzekł się godności sędziego ziemskiego inowrocławskiego. Później przebywał w Rakowie. Uczestniczył tam w organizowaniu utopijnej gminy, gdy eksperyment się nie powiódł, przeniósł się do Lublina. W Lublinie był od około 1570, gdzie jako aktywny senior świecki kierował lubelskim zborem razem z Marcinem Czechowicem. Niemojewski cieszył się wielkim autorytetem, a  przed dyskusjami z nim przedstawiciele innych wyznań mieli respekt. Dopiero po śmierci Niemojewskiego zbór w Lublinie dostosował się w pełni do poglądów głoszonych przez Fausta Socyna, a Marcin Czechowic przestał być ministrem zboru. W dziele pod tytułem Ukazanie, iż kościół rzymski papieski nie jest apostolski ani święty, ani jeden, ani powszechny uznaje Kościół katolicki za antychrysta i neguje zasadność określeń stosowanych wobec niego: apostolski, święty, jeden i powszechny używanych przez Kościół katolicki. Oczekuje też na przyjście Jezusa Chrystusa z nadzieją, że ten zgładzi Kościół katolicki. 

## Wybrane publikacje
- Odpowiedź na potwarz Wilkowskiego (1583)
- Obrona przeciw niesprawiedliwemu obwinieniu (1583)
- Ukazanie, iż kościół rzymski papieski nie jest apostolski ani święty, ani jeden, ani powszechny (1584)[6][7].